# Enytus obliteratus
Enytus obliteratus är en stekelart som först beskrevs av Cresson 1864.  Enytus obliteratus ingår i släktet Enytus och familjen brokparasitsteklar. Inga underarter finns listade i Catalogue of Life.